# Vredenburg (plantage)

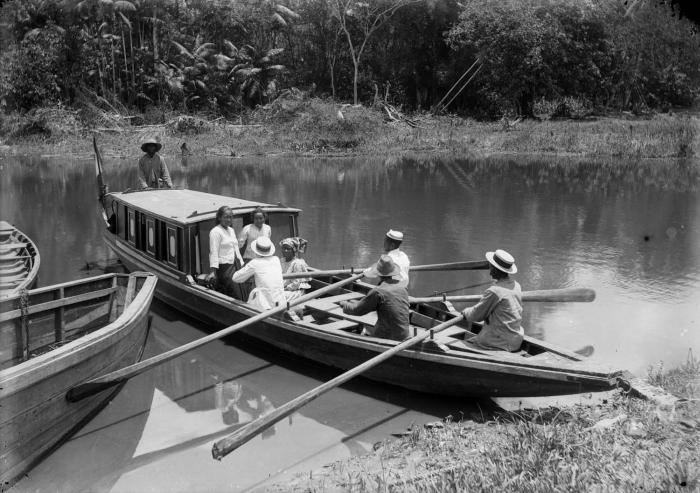
Tentboot bij plantage Vredenburg, een foto van Augusta Curiel (1873-1937). De tentboot was het belangrijkste transportmiddel van de plantage-eigenaren. Zij zaten in het overdekte gedeelte en lieten zich zo naar de hoofdstad Paramaribo vervoeren. De boot werd door zes tot acht mensen geroeid onder aanvoering van een stuurman. De welvaart van de planters was af te lezen aan de versiering van zijn tentboot.

Vredenburg, ook wel Vreedenburg, is een voormalige suikerplantage aan de Parakreek in de kolonie Suriname.

## Plantage
De plantage was gelegen in het afvaren van de Parakreek aan de linkerzijde, stroomafwaarts grenzend aan suikerplantage Houttuin. 
Het areaal van de plantage was gemiddeld (18e en 19e eeuw) zo'n 3.300 Surinaamse akkers groot, ongeveer 1.417 hectare. Er werd aldoor suikerriet verbouwd.

## Eigendomssituaties
(naar jaar)
- 1737: Van Tuhn & compagnon
- 1770: I. E. F. Marseles
- 1793-1795: het Fonds van Rocquetto en Van der Pol
- 1819: J.v.d. Tunk qq.
- 1824: erven Van der Tunk

Bij de afschaffing van de slavernij in Suriname in 1863 was Vredenburg niet meer in bedrijf.

## Afbeeldingen

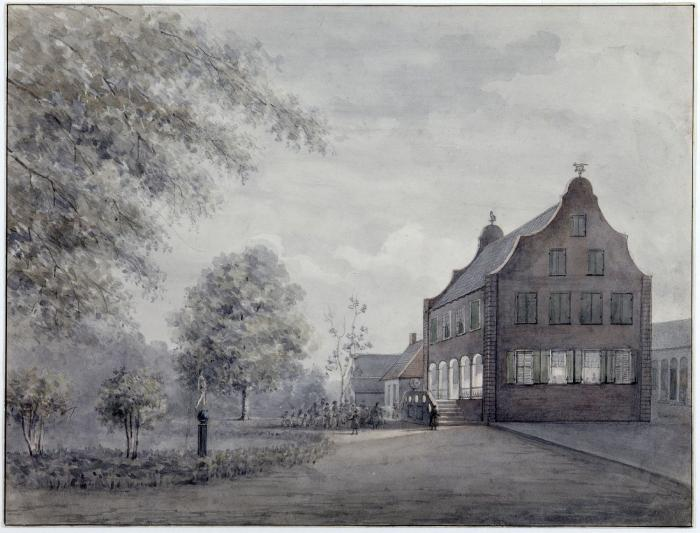
Het huis van de plantagehouder bij nacht, Vredenburg midden 19e eeuw, aquarel Tropenmuseum
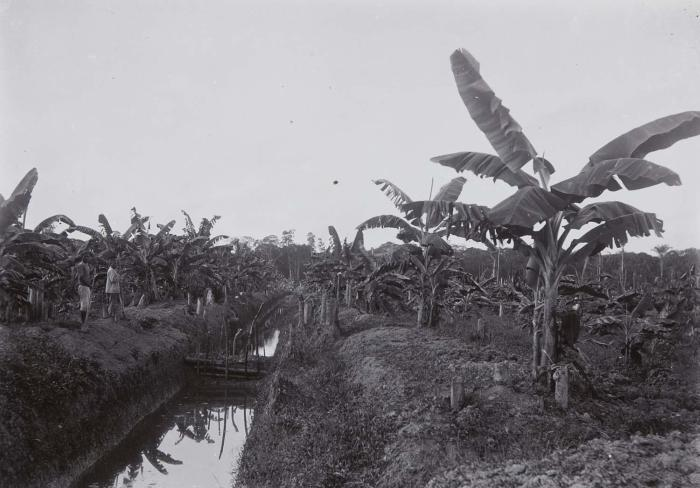
Bacoven- of bananenveld op plantage Vredenburg, fotografie Augusta Curiel